# Willi Krieger
Willi Krieger (* 22. April 1942) ist ein ehemaliger deutscher Fußballspieler.

## Karriere
Krieger begann bei der SG Düren 99 mit dem Fußballspielen und wechselte 19-jährig zu Alemannia Aachen in die zweitklassige Regionalliga West, der er als Mittelfeldspieler bis Saisonende 1966/67 angehörte. Als Alemannia Aachen 1964 als Sieger aus der Regionalliga West hervorging kam er allerdings im Punktspielbetrieb noch nicht zum Einsatz; jedoch in drei Spielen der Gruppe 2 der Aufstiegsrunde zur – seit 1963 neu geschaffenen – Bundesliga als höchste deutsche Spielklasse. Erst in der Folgesaison wurde er in 23 Punktspielen eingesetzt, in denen er zwei Tore erzielte. Sein Debüt krönte er am 16. August 1964 (2. Spieltag) beim 4:0-Sieg im Heimspiel gegen Eintracht Duisburg sogleich mit seinem ersten Tor, dem Treffer zum 1:0 in der 23. Minute. Da die Saison unter Trainer Oswald Pfau als Zweitplatzierter hinter Borussia Mönchengladbach abgeschlossen wurde, nahm er erneut an der Aufstiegsrunde zur Bundesliga in der Gruppe 2 teil. In fünf von sechs Spielen kam er zum Einsatz, belegte mit seiner Mannschaft jedoch nur den dritten Platz von vier teilnehmenden Mannschaften. Eine erneute Teilnahme wurde in seiner letzten Regionalligasaison möglich, da Alemannia Aachen diese erneut als Meister abschloss. Abermals der Gruppe 2 zugeordnet, wurde diese als Sieger abgeschlossen, in der er in zwei Spielen dazu beitrug. In der Bundesligasaison 1967/68, als Alemannia Aachen als Elftplatzierter die Klasse halten konnte, wurde er nicht eingesetzt.
Für Alemannia Aachen kam er ferner in sieben Spielen des DFB-Pokal-Wettbewerbs zum Einsatz. Sein Debüt gab er am 16. Januar 1965 beim 3:1-Erstrunden-Sieg über den VfL Osnabrück. Über das am 27. Februar mit 2:1 über Hannover 96 gewonnene Viertelfinale zog er ins Halbfinale ein, das am 17. April mit 4:3 nach Verlängerung gegen den FC Schalke 04 gewonnen wurde. Das am 22. Mai in Hannover vor 55.000 Zuschauern ausgetragene Finale gegen Borussia Dortmund wurde mit 0:2 verloren. Seine letzten drei Pokalspiele bestritt er am 14. Januar 1967 beim 1:1-Unentschieden gegen den FK Pirmasens in der 1. Runde, am 25. März beim 3:1-Sieg gegen Borussia Neunkirchen im Viertelfinale und am 6. Mai bei der 1:3-Niederlage im Halbfinale gegen den Hamburger SV.
Seine letzte Saison als aktiver Fußballspieler bestritt er 1968/69 für den Bonner SC in der Regionalliga West, in der der Verein als Meister der Verbandsliga Mittelrhein aufgestiegen war.

## Erfolge
- Meister der Regionalliga West 1964, 1967
- DFB-Pokal-Finalist 1965